# 임광현 (1969년)
임광현(林光鉉, 1969년 5월 12일~)은 대한민국의 정치인이며, 제22대 국회의원이다.

## 학력
- 홍동국민학교 졸업
- 홍동중학교 전학
- 강서고등학교 졸업
- 연세대학교 상경대학 경제학 학사
- 하버드 대학교 로스쿨 국제조세과정 수료

## 경력
- 제38회 행정고시 합격
- 서울지방국세청 국제조사3과장
- 제35대 속초세무서장
- 대통령비서실 경제정책수석비서관실 행정관
- 서울지방국세청 조사3과장
- 부산지방국세청 세원분석국장
- 2015년 1월~2015년 12월: 중부지방국세청 조사1국장
- 2015년 12월~2016년 12월: 중부지방국세청 조사4국장
- 2016년 12월~2017년 7월: 서울지방국세청 조사2국장
- 2017년 7월~2018년 7월: 서울지방국세청 조사4국장
- 2018년 7월~2020년 1월: 서울지방국세청 조사1국장
- 2020년 1월~2020년 9월: 국세청 조사국장
- 2020년 9월~2021년 7월: 제48대 서울지방국세청장
- 2021년 7월~2022년 7월: 제28대 국세청 차장
- 조세연구소 세금과미래 소장
- 2024년 4월 10일 대한민국 제22대 국회의원 선거 당선(비례대표, 더불어민주연합, 초선)
- 2024년 5월~2025년 6월: 더불어민주당 원내부대표
- 2024년 8월~2025년 7월: 더불어민주당 정책위원회 상임부의장
- 2025년 7월~: 제27대 국세청장

### 의정 활동
- 2024년 5월 30일~2025년 7월 22일: 제22대 국회의원(비례대표, 더불어민주당, 초선)[A]
  - 2024년 6월~2025년 7월: 제22대 국회 전반기 기획재정위원회 위원
  - 2024년 6월~2024년 8월: 제22대 국회 전반기 국회운영위원회 위원

## 역대 선거 결과
| 실시년도 | 선거   | 대수 | 직책     | 선거구   | 정당           | 득표수      | 득표율          | 순위         | 당락 | 비고 |
| -------- | ------ | ---- | -------- | -------- | -------------- | ----------- | --------------- | ------------ | ---- | ---- |
| 2024년   | 총선   | 22대 | 국회의원 | 비례대표 | 더불어민주연합 | 7,567,459표 | \| \| 26.69% \| | 비례대표 4번 |      | 초선 |
|          | 26.69% |      |          |          |                |             |                 |              |      |      |

## 소속 정당
| 소속 정당 | 소속 정당      | 소속 기간 | 비고      |
| --------- | -------------- | --------- | --------- |
|           | 더불어민주당   | 2024      | 정계 입문 |
|           | 무소속         | 2024      | 탈당      |
|           | 더불어민주연합 | 2024      | 입당      |
|           | 더불어민주당   | 2024~2025 | 합당      |
|           | 무소속         | 2025~현재 | 탈당      |

## 같이 보기
- 대한민국 제22대 국회의원 선거 더불어민주연합 후보 목록#비례대표
- 대한민국의 국세청 차장
- 대한민국의 국세청장